# 魔女與百騎兵
《魔女與百騎兵》是由日本一於2013年7月25日在PlayStation3上推出的「黑暗幻想風格」的動作角色扮演遊戲（ARPG）。2015年9月25日推出PlayStation 4專用版《魔女與百騎兵 Revival》。续作《魔女與百騎兵2》于2016年推出。

## 概要
本作以劍與魔法的幻想世界為舞台，以「沼澤魔女」與「森林魔女」之間的對抗為主題展開。玩家要扮演侍奉沼澤魔女「梅塔莉卡」的「百騎兵」，遵從沼澤魔女的命令想辦法打倒森林魔女，並且在不斷的戰鬥中作出各種「善」或「惡」的選擇……

## 登場人物
梅塔莉卡（聲優：伊瀬茉莉也）
本作的主角－百騎兵的主人，掌管沼澤的自稱「天才魔女」。平常都被稱呼為魔女大人。想盡辦法要消滅邪惡的「森林魔女」，並讓沼澤遍布天下。是個為了達成目的不擇手段的黑暗英雄。
百騎兵（聲優：水原薫）
百騎兵作為本作的主角，玩家的分身（可自由更換名字）是由沼澤魔女召喚的使魔，不死之身的存在。在一百個存在中，只有一個會以士兵的形式具現化。雖然本來擁有壓倒性的力量，但現在只能使用原來一半不到的魔力。
阿爾雷奇諾（聲優：遊佐浩二）
是以魔力為糧食來活動的魔法生物。
通常都是被魔女以某種目的而創造出來的，只要有魔力就能一直活動。
畢斯可（聲優：藤村歩）
是名異端審問官，因為受到魔女的詛咒，所以身體的一部分犬化了，而週遭的人也經常用「犬姬」來嘲諷冷落她，因為被詛咒的關係，本來有著將魔女斷罪使命的她，為了解開詛咒而決定借用魔女的力量。
有著高自尊心並且誠實的她對於自己所屬的教皇廳也是非常忠實的。
拉娜‧妮亞‧露琪妮（聲優：民安ともえ）
擅長用占星術「讀星」。她可以用星星的動向來預知命運的走向，住在被稱為妮亞高原的她是一個率直開朗的牧羊人，她有著半羊人的外觀，但其實她很憧憬魔女，好像有著將來想要成為魔女的夢想。

### 魔女們
瓦蓮婷（聲優：中根久美子）
距離梅塔莉卡的沼澤稍遠的地方，統治著「瓦蓮婷領地」的領主，擁有大公爵的頭銜。在其領地之內有著世上首屈一指的歡樂街，懂得享樂的她，也是一名擅長花之魔法的強大魔女，因而被稱作「花之大公爵」。
涅札莉亞（聲優：水橋かおり）
操控迷霧魔法的魔女。八大魔女的首領，外表看起來是個弱小的蘿莉，其實她是魔女中最强大的。
帕布魯畢爾（聲優：松井菜櫻子）
操控沙塵魔法的魔女，拉比的師父。
拉比莉‧拉魯拉‧拉（聲優：藤田咲）
操控火炎魔法的魔女，帕布魯畢爾的弟子。
貝爾妲（聲優：松嵜麗）
操控鹼水魔法的魔女，黛麗莎的師父。陰險狠毒，在行設計陷阱
黛麗莎
貝爾妲的弟子，見習魔女。
露班絲（聲優：水原薫）
操控南瓜魔法的魔女。
莉莉安奴（聲優：たみやすともえ）
操控薄冰魔法的魔女。

## 外部連結
- （日語）遊戲官網 （页面存档备份，存于）